# Pumilocytheridea ayalai
Pumilocytheridea ayalai är en kräftdjursart som beskrevs av Morales 1966. Pumilocytheridea ayalai ingår i släktet Pumilocytheridea och familjen Cytherideidae. Inga underarter finns listade i Catalogue of Life.